# Nicolaus Eymeric
Nicolaus Eymeric (asi 1320 Gerona – 4. leden 1399 Gerona) byl španělský teolog a inkvizitor.
Roku 1334 vstoupil do dominikánského řádu. Vynikl kazatelskou činností a pronásledováním těch, kdo byli tehdy označováni za kacíře, takže již roku 1356 byl jmenován generálním inkvizitorem pro Aragonii. Svou bezohledností však proti sobě vzbudil obecný odpor. Je znám především jako autor návodu na provádění inkvizice Directorium Inquisitorum.